# 湖北紫珠
湖北紫珠（学名：Callicarpa gracilipes）是马鞭草科紫珠属的植物，是中国的特有植物。分布于中国大陆的四川、湖北等地，生长于海拔195米至1,500米的地区，多生长于山坡灌丛中，目前尚未由人工引种栽培。